# Tiébilé Dramé
Pour les articles homonymes, voir Dramé.
 (12 août 2025).
Le texte peut changer fréquemment, n’est peut-être pas à jour et peut manquer de recul. N’hésitez pas à participer, en veillant à citer vos sources.
 (août 2020).
Si vous disposez d'ouvrages ou d'articles de référence ou si vous connaissez des sites web de qualité traitant du thème abordé ici, merci de compléter l'article en donnant les références utiles à sa vérifiabilité et en les liant à la section « Notes et références ».
 (août 2020).
Tiébilé Dramé est un homme politique malien et ancien leader estudiantin, né le 9 juin 1955 à Nioro-du-Sahel (Soudan français) et mort le 12 août 2025 à Paris. Il a été le président du Parti pour la renaissance nationale (PARENA).

## Biographie
Tiébilé Dramé étudie à l’École normale supérieure de Bamako, puis à l’Université de Paris I où il obtient un DEA en histoire de l’Afrique. C’est pendant ses études à Bamako que débutent ses activités politiques. Entre 1977 et 1980, il est secrétaire général de l'Association des Élèves et Étudiants de l'École normale supérieure (ADEENSUP) et de l’Union nationale des Élèves et Étudiants du Mali (UNEEM) qui s’oppose activement à travers des grèves et des manifestations au régime dictatorial du général Moussa Traoré. Il est emprisonné à plusieurs reprises sous le régime du général Moussa Traoré, notamment au nord, à Bougheïssa, Ménaka et Talataye aux côtés de Cabral, qui lui succédera à la tête de l'UNEEM.
Il s’exile en France et au Royaume-Uni pendant dix années consécutives à partir de 1981 : ancien « prisonnier d’opinion » adopté par Amnesty International, militant des droits de l’homme, il a travaillé, pendant plusieurs années au secrétariat international d’Amnesty International à Londres où il enquêtait sur les violations des droits de l'homme dans les pays d'Afrique de l'Ouest francophone (notamment Bénin, Guinée-Conakry, Mauritanie, Niger, Sénégal).
Il a milité activement dans les milieux de l'immigration malienne et dans la diaspora africaine et antillaise. Membre actif du Comité de défense des libertés démocratiques au Mali (CDLDM), du Collectif anti- apartheid (CAA), du Comité international de défense des ouvriers africains (CIDOA), il a dirigé l'Association pour la promotion des cultures minoritaires en France (Promoculture) et la radio Diaspora 2000 (Tropic FM).
Militant du mouvement démocratique, sensible au devenir des travailleurs migrants et de leurs familles, il était présent à leurs côtés, leur dispensant des cours d'alphabétisation  dans les foyers, et soutenant leurs luttes notamment les grèves de loyers, les grèves contre les plans de licenciement (Renault, Peugeot) ou pour de meilleures conditions de travail (Remetal, etc.).
Tiébilé Dramé était le principal responsable à l'extérieur du groupe politique clandestin « Union de lutte Tiémoko Garan Kouyaté » (ULTGK) qui a été à l’origine de la création de l'Association Nelson Mandela et de l'ADIDE (association des jeunes diplômés sans emploi) en 1987, du CNID-Association et de l'AEEM (association des élèves et étudiants du Mali) en octobre 1990. Les responsables de ce groupe à l'intérieur étaient : Yoro Diakité, Amidou Diabaté, Drissa Diakité, Cheikh Oumar Sissoko, Sidi Camara et Oumar Mariko.
Militant au Congrès national d’initiative démocratique (CNID), il rentre au Mali en mars 1991 après le renversement du régime de Moussa Traoré par Amadou Toumani Touré. Il devient ministre des Affaires étrangères dans le gouvernement de la 1re Transition entre 1991 et 1992.
À la fin de la Transition, il lança l'hebdomadaire Le Républicain qui deviendra très vite un des journaux de référence de la presse malienne. Le Républicain est, à ce jour, un des principaux quotidiens du pays.

### Carrière
En 1995, Tiébilé Dramé devient consultant des Nations unies pour préparer une opération d’observation des droits de l’Homme au Burundi.
La même année, en désaccord avec Mountaga Tall, il quitte le CNID avec d’autres militants pour fonder le Parti pour la renaissance nationale (PARENA). Il est élu secrétaire général de cette nouvelle formation. 
En 1996, il est nommé ministre des zones arides et semi-arides au sein du gouvernement d’Ibrahim Boubacar Keïta.
Élu député à l’Assemblée nationale du Mali en 1997, il a été membre du Comité interparlementaire de l’Union économique et monétaire ouest africaine (UEMOA) qu'il a présidé de 2001 à 2002.
Il a dirigé le comité d'organisation du sommet Afrique-France qui s'est tenu à Bamako les 3 et 4 décembre 2005.
Tiébilé Dramé a servi comme fonctionnaire des Nations-Unies dans plusieurs pays en crise comme Haïti et  le Burundi.
Médiateur de l’ONU dans la crise malgache en 2009, il a joué un rôle de premier plan dans les négociations inter-malgaches de Maputo et d'Addis-Abeba.
Deux fois candidat à l’élection présidentielle, en 2002 et 2007, il arrive respectivement en quatrième position, puis en troisième position, derrière le président sortant Amadou Toumani Touré, réélu dès le premier tour et Ibrahim Boubacar Keïta.
Lors de la campagne présidentielle de 2007, son slogan est « Un autre Mali est possible ». Dans un document intitulé les grands chantiers de la renaissance, il détaille son programme autour de douze priorités : l’école, la sécurité alimentaire, la santé, les Maliens de l’extérieur, le Septentrion (les régions du Nord du Mali), la promotion de la culture, les mines, la jeunesse, le développement des industries de transformation, la diversification de l’agriculture, l’introduction des OGM dans l’agriculture malienne et la promotion de la bonne gouvernance. Il s’est présenté comme le défenseur des émigrés maliens et s’engage s’il est élu à réclamer la régularisation des clandestins en Europe.
Lors des élections d'août 2013, initialement candidat du PARENA, il se retire de la course, considérant que les conditions optimales pour la tenue des élections ne sont pas réunies, entre autres, la capacité des régions du Nord et des réfugiés déplacés lors des conflits au Nord du pays à voter.
En 2017, il devient un des leaders de la contestation contre le projet révision constitutionnelle initiée par le président Ibrahim Boubacar Keita, dans le cadre du mouvement Antè Abana. À ses cotés, des jeunes dont Kadiadia Fofana, Ibrahima Kebé, Etienne Fakaba Sissoko entre autres se révèlent. Ils soutiendront Soumaïla Cissé lors des élections présidentielles de 2018.
Le 5 mai 2019, il est nommé ministre des Affaires étrangères et de la Coopération internationale dans le gouvernement du Dr Boubou Cissé.

### Famille
Tiébilé Dramé est père de neuf enfants et marié avec l'éditrice et femme politique Kadiatou Konaré, fille de l’ancien président Alpha Oumar Konaré.

### Mort
Tiébilé Dramé meurt en France à Paris, à l'âge de 70 ans le 12 août 2025.